# ミーハオ
ミーハオ（ベトナム語：Thị xã Mỹ Hào / 市社美豪?）はフンイエン省にある町である。

## 概要
7つの坊 (phường)と6つの社を有する。
- バンイエンニャン坊（Bần Yên Nhân / 貧安仁）
- バクサム坊（Bạch Sam / 白杉）
- ズィースー坊（Dị Sử / 易使）
- ミンドゥク坊（Minh Đức / 明德）
- ニャンホア坊（Nhân Hòa / 仁和）
- ファンディンフン坊（Phan Đình Phùng / 潘廷逢）
- フンチーキエン坊（Phùng Chí Kiên / 馮志堅）
- カムサー社（Cẩm Xá / 錦舍）
- ズオンクアン社（Dương Quang / 陽光）
- ホアフォン社（Hòa Phong / 和豐）
- フンロン社（Hưng Long / 興隆）
- ゴクラム社（Ngọc Lâm / 玉林）
- スアンズック社（Xuân Dục / 春育）